# 규다이갓켄토시역
규다이갓켄토시역(일본어: 九大学研都市駅)은 일본 후쿠오카현 후쿠오카시 니시구에 있는 철도역이다. 규슈 여객철도가 관할하는 지쿠히 선이 지난다.

## 타는 곳
| 1 | ■ 지쿠히 선 | 메이노하마 방면 ■ 후쿠오카 지하철 공항선 덴진·하카타·후쿠오카 공항 방면 |
| 2 | ■ 지쿠히 선 | 지쿠젠마에바루·지쿠젠후카에·가라쓰 방면                                 |

## 역세권 정보
- 국도 제202호선

## 역사
- 2005년 9월 23일: 영업 개시.

## 사진

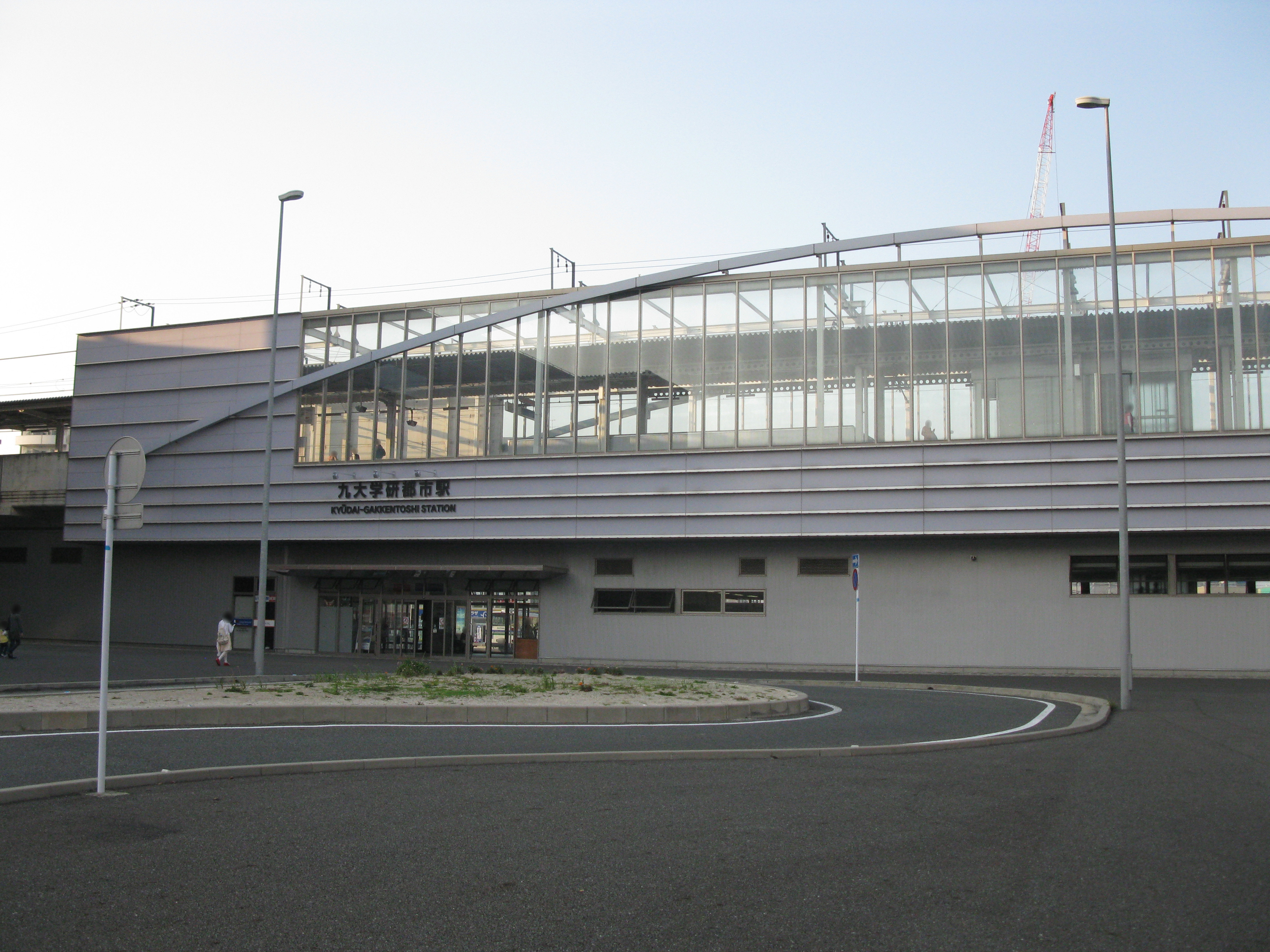
남쪽 출입구 모습(2009년 10월 31일)

## 인접 역
| 규슈 여객철도 ■ 지쿠히 선 | 규슈 여객철도 ■ 지쿠히 선 | 규슈 여객철도 ■ 지쿠히 선 |
| ------------------------- | ------------------------- | ------------------------- |
| 이마주쿠 메이노하마 방면  | 쾌속(평일) 보통           | 스센지 가라쓰 방면        |